# Paul Gasser
Paul Gasser (* 1938 in Diepoldsau, St. Gallen, Schweiz) ist ein Schweizer Autor.
Gasser schrieb unter anderem drei historische Romane über den Zweiten Weltkrieg:
- «Fluchtweg Rohr noch offen» (1983),
- «Fluchtweg Rohr geschlossen» (2001),
- «Ende Feuer» (2002).

Das Buch «Fluchtweg Rohr noch offen» wurde mit dem Anerkennungspreis der Arbeitsgemeinschaft Rheintal-Werdenberg ausgezeichnet und diente dem ORF-Landesstudio Vorarlberg als Vorlage für eine Hörspielreihe.